# Senta Colomba de Vilanuèva
Santa Coloma de Vilanuèva (en francès Sainte-Colombe-de-Villeneuve) és un municipi francès situat al departament d'Òlt i Garona i a la regió de la Nova Aquitània.

## Demografia
| 1962                                       | 1968 | 1975 | 1982 | 1990 | 1999 | 2007 |
| ------------------------------------------ | ---- | ---- | ---- | ---- | ---- | ---- |
| 287                                        | 337  | 279  | 326  | 330  | 364  | 411  |
| Des de 1962: població sense dobles comptes |      |      |      |      |      |      |

## Administració
| Període   | Identitat         | Partit |
| --------- | ----------------- | ------ |
| 1971-2008 | Albert Gruelles   |        |
| 2008-     | Jean-Pierre Merle |        |